# ボンバルディア・マリード・ペア
ボンバルディア・マリード・ペア（Bombardier Married Pair）は、ドイツで使用されている客車の名称。空調装置の搭載や低床化といった近代的な施策を多数導入した車両で、ボンバルディア・トランスポーテーション（現：アルストム）によって製造された。

## 概要
2002年、ドイツの都市・ハンブルクとジルト島のヴェスターラントを結ぶ系統「マルシュバーン」の運営権の入札が行われ、ノード-オストゼーバーン（Nord-Ostsee-Bahn、NOB）が獲得した。同事業者は2005年12月からの運営開始に先立ち、マルシュバーンの近代化を目的に新型旅客車両の導入を計画し、最終的にボンバルディア・トランスポーテーションへ発注する事となった。そして同社によって製造されたのが「マリード・ペア」と呼ばれる一連の客車である。
「マリード・ペア」は4種類の車種で構成されており、各種装置に用いる電気を供給する発電機を搭載した車両とそこから電力を供給される車両、合計2両を1組として運用が用いられる事が名称の由来となっている。各車両の連結器はシャルフェンベルク式密着連結器が用いられている一方、機関車や他形式の客車と連結する車両の車端部はねじ式連結器が設置されている。編成は最短4両、最大10両まで組成可能である。また、全車両とも空調が完備されており、中央部の屋根に装置が備わっている。床上高さは760 mmに抑えられており、低いプラットホームから段差無しでの乗降が可能となっている。これらの設計に関しては、ボンバルディア・トランスポーテーションが展開していた2階建て客車（ダブルデック・コーチ）の技術が用いられている。

## 車種
- 電源付き2等車（Bpmdza） - 独自の電源を備えた2等車。45両が製造された[1]。
- 2等車（Bpmda） - 「Bpmdza」との連結を前提とした、独自の電源を備えていない2等車。14両が製造[1]。
- 1等・2等合造車（ABmpa） - 「Bpmdza」から電源を供給される1等・2等合造車。編成の機関車側に位置する事から、一方の連結器がねじ式連結器となっている。15両が製造された[1]。
- 2等制御車（Bpmbdfa） - 「Bpmdza」から電源を供給される2等制御車。運転台側の連結器はねじ式連結器である。16両が製造[1]。

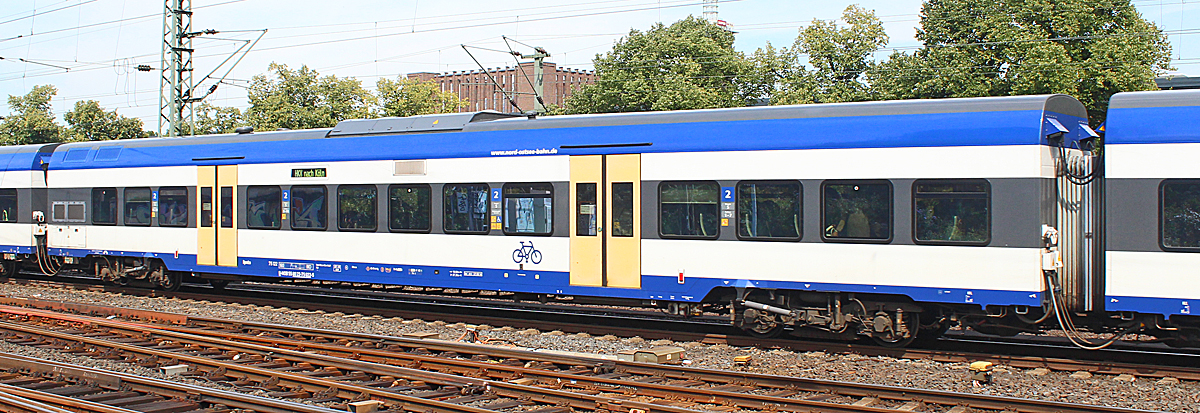
電源付き2等車（Bpmdza） （2015年撮影）
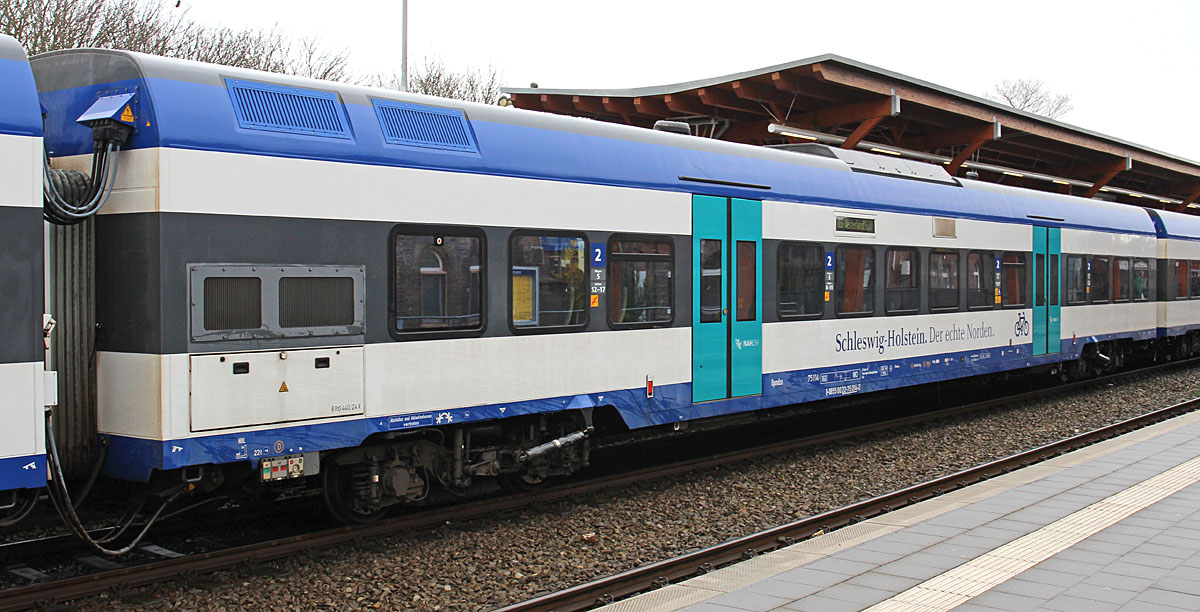
電源が搭載されている側面（Bpmdza） （2017年撮影）
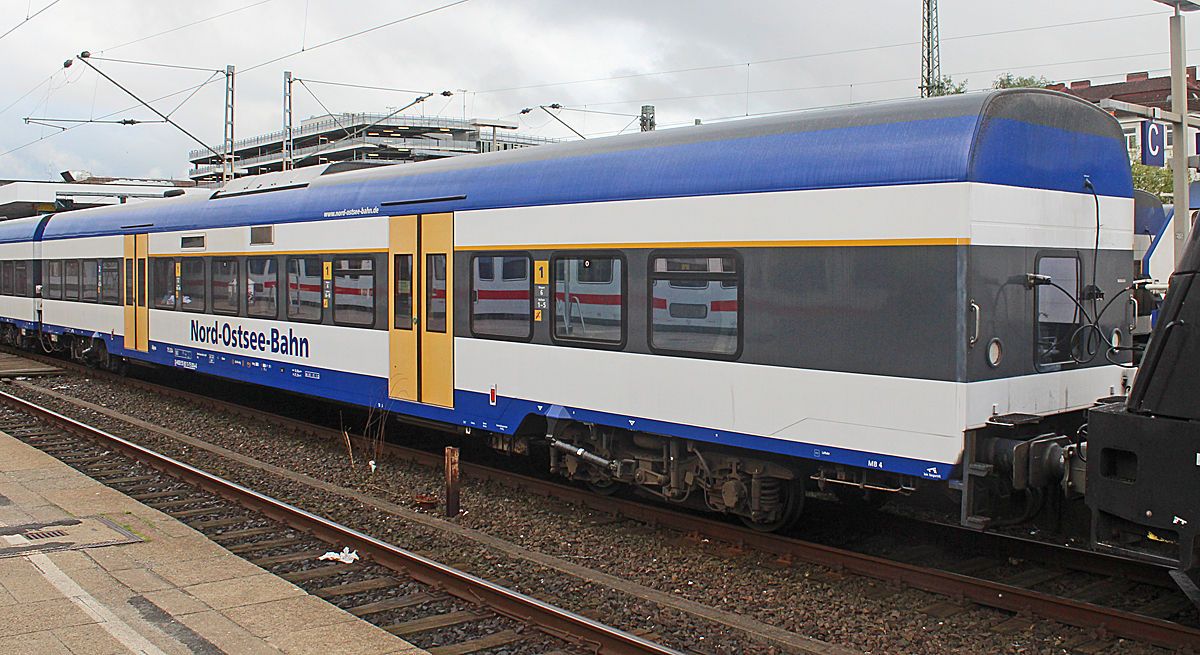
1等・2等合造車（ABmpa） （2015年撮影）
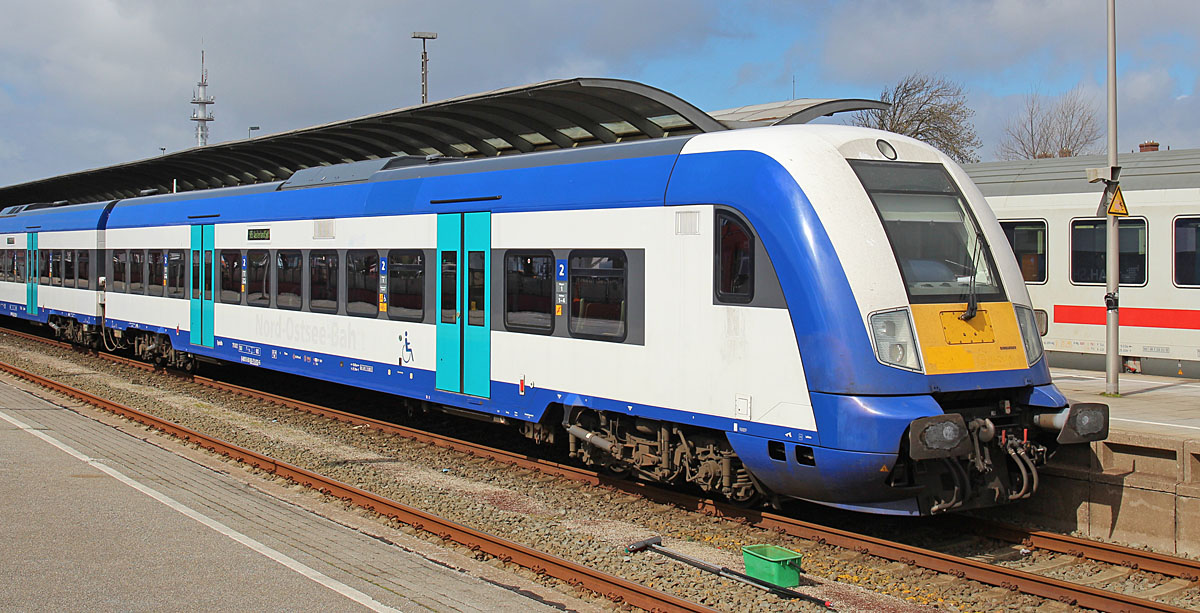
2等制御車（Bpmbdfa） （2017年撮影）

## 運用
2005年から2007年にかけて合計90両が製造され、4両編成1本、6両編成14本、予備車2両が営業運転に投入された。そのうち78両についてはシュレースヴィヒ＝ホルシュタイン州から導入費用の支援を受け「マルシュバーン」に導入された一方、12両は当初ライプツィヒとヴァルネミュンデを結んでいた「インターコネックス」（InterConnex）向けに独自の導入が実施され、2014年12月に同系統が廃止されて以降は「マルシュバーン」へ転属している。
これらの車両はリース会社からリースされる形で運用が行われており、2015年12月以降はパリバス・キャピタル（Paribus Capital）によるリースが実施されている。また、車両を用いた列車の運営権についても2016年のダイヤ改正以降NOBからDBレギオ（DB Regio）へ移管されている。
2016年には連結器の亀裂の影響により一時的に全車が営業運転を離脱する事態も生じたものの、その後は修繕を行った車両から順次復帰している。2024年からはアルストムによる更新工事が行われており、塗装変更や車体の改修に加えて座席の布張りの交換、手すりの増設、荷物棚やLED照明の設置といった近代化が進められている。

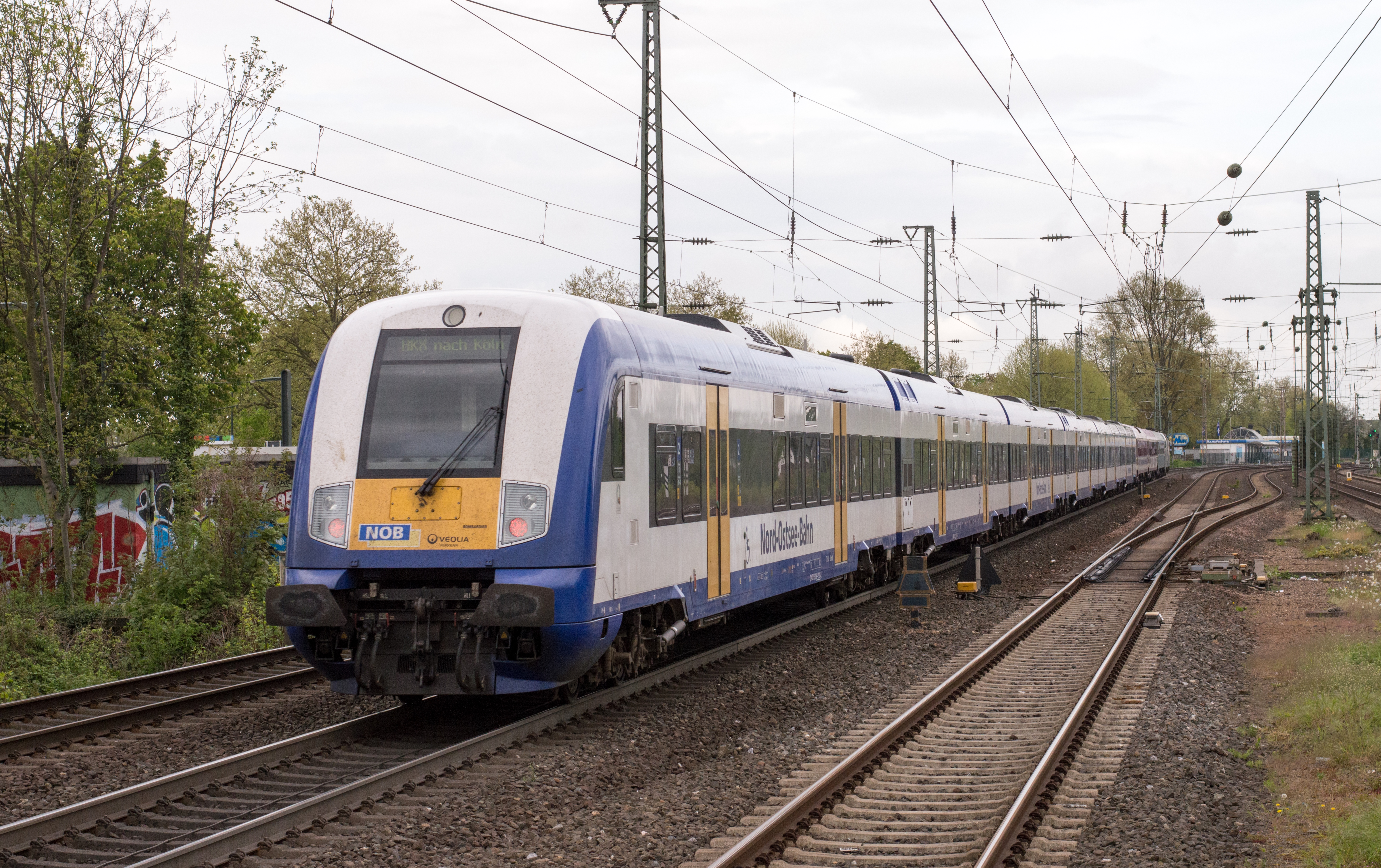
他形式の客車との混結編成（2015年撮影）
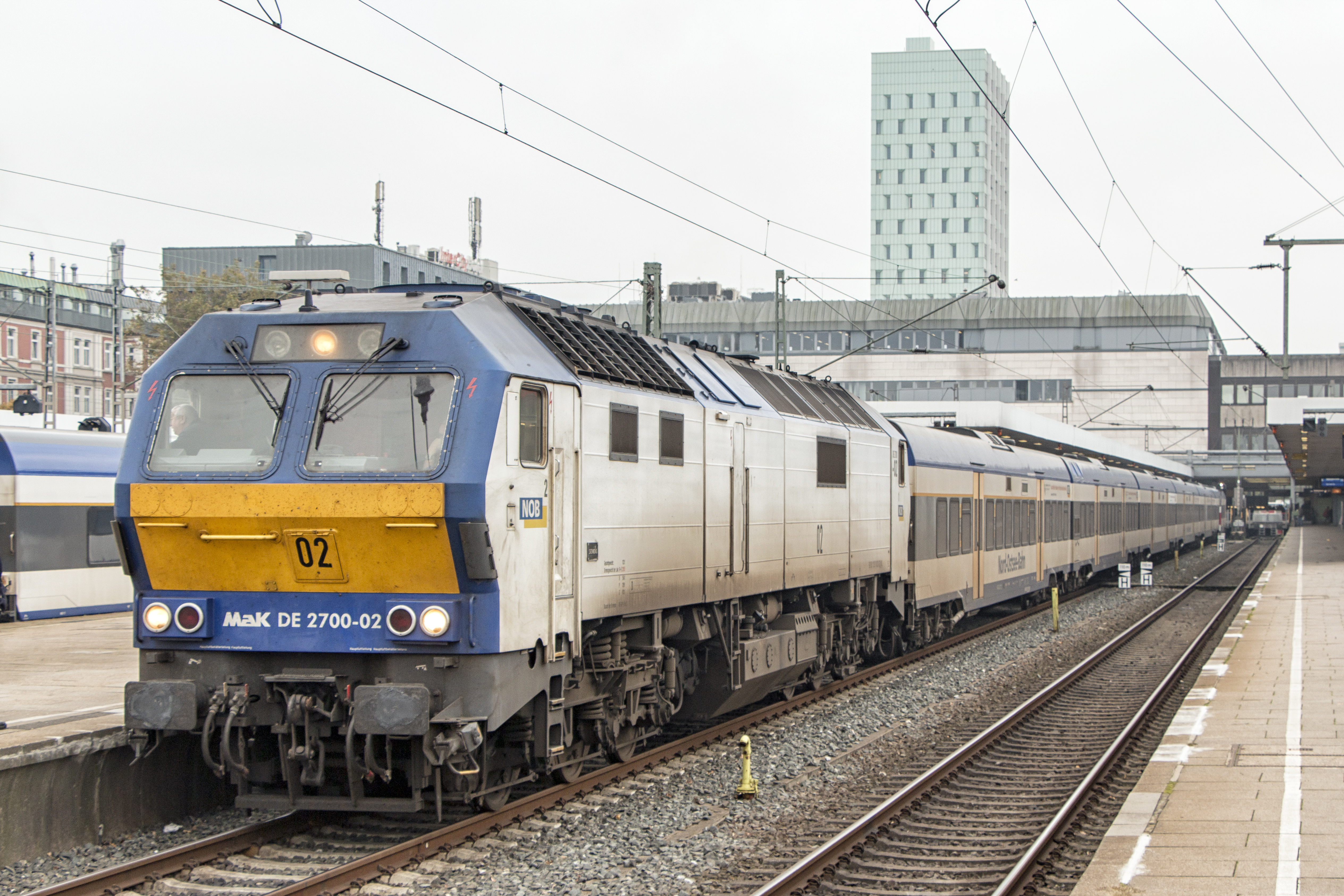
ディーゼル機関車に牽引される編成（2015年撮影）
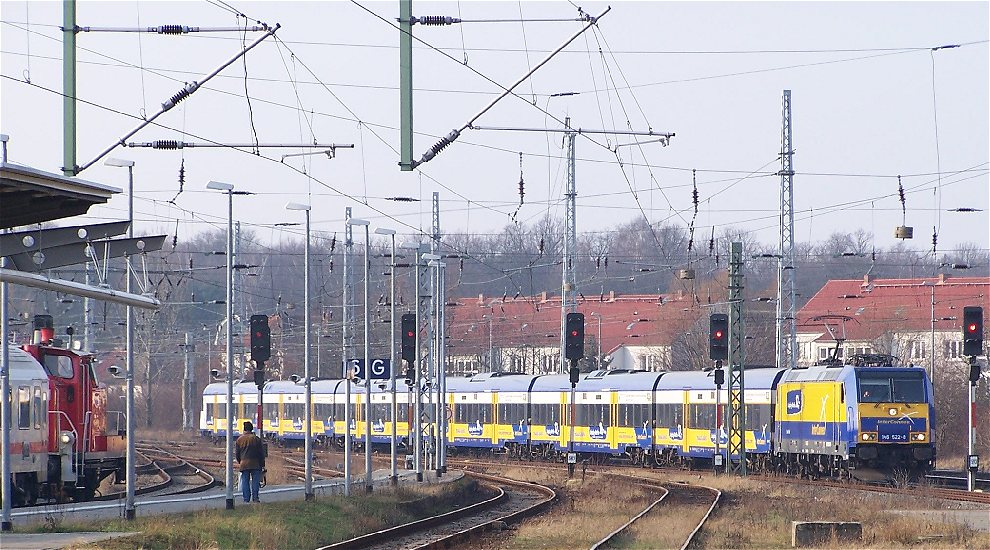
「インターコネックス」で使用されていた車両